# Microsoft Store (programme)
Ne doit pas être confondu avec Microsoft Store ou Windows Phone Store.
Microsoft Store est un magasin d'applications créé par Microsoft. Le Microsoft Store, anciennement Windows Store, est disponible pour Windows 10 et Windows 11 (y compris lorsqu’ils sont en « mode S ») et était disponible pour Windows 8 et 8.1, Windows RT et Windows 10 Mobile avant leur fin de support qui a donné suite à la mise hors service définitive du Store pour ces systèmes quelques années plus tard. En 2015, Microsoft fusionne le Windows Store et le Windows Phone Store. Fin 2017, le Windows Store et le Marché Xbox fusionnent pour devenir Microsoft Store, qui est aussi une chaîne de magasins et un site de vente en ligne. Le magasin de Windows 10 Mobile devient à son tour le Microsoft Store en décembre 2018.

## Historique
Le 29 juillet 2015, jour de la sortie de Windows 10, Microsoft a ouvert le Windows Store unifié aux développeurs.
Les développeurs peuvent ainsi soumettre leurs applications, si elles sont « universelles » - pouvant être exécutées sur divers appareils Windows 10 : PC, tablette, smartphone, Xbox One, peut-être prochainement HoloLens et Raspberry Pi.
Avec Windows 10, Microsoft adopte ainsi sa stratégie d’applications universelles. Ainsi, des logiciels existants ont été mis à jour et de nouveaux font leur apparition. Ils peuvent désormais tous être lancés en mode fenêtré. En 2016, la plupart des applications de bureaux destinées à Windows ne sont pas universelles, et donc ne sont pas disponibles sur le Windows Store.
Outre les applications classiques retravaillées comme Météo, Photos, Courrier, Actualités, Finances ou encore Horloge, on relèvera notamment les nouvelles Films & Vidéos et Cartes dont les noms parlent d’eux-mêmes, ou encore Groove Music qui mêle lecture et streaming de musique. De plus, une nouvelle application Xbox fait son apparition et permet notamment d’enregistrer directement en jeu des captures et des vidéos.
Toutes ces applications sont mises à jour automatiquement via le Windows Store.
En 2014, à la suite des remarques de journalistes quant au grand nombre de logiciels malveillants disponibles sur le Windows Store, Microsoft communique sur la suppression de 1 500 applications, et promet de garder « propre » la boutique.
Le Windows Store est renommé en Microsoft Store à la sortie de la mise à jour des créateurs de Windows 10 en octobre 2017.

## Caractéristiques du magasin
Microsoft Store est le principal moyen de distribuer les applications Universal Windows Platform (UWP) aux utilisateurs. Le chargement latéral des applications en dehors du magasin est pris en charge sur Windows 10 sur une base opt-in, mais Windows 8 n'autorise le chargement latéral que si l'appareil fonctionne avec l'édition Entreprise de Windows 8 sur un domaine. Le chargement latéral sur Windows RT, Windows 8 Pro et sur les ordinateurs Windows 8 Enterprise sans affiliation à un domaine nécessite l'achat de licences supplémentaires via la licence en volume. Les développeurs individuels peuvent s'inscrire pour 19 US $ et les entreprises pour 99 $.
Initialement, Microsoft prélevait une commission de 30 % sur les ventes d'applications jusqu'à ce que le revenu atteigne 25 000 $, après quoi la commission passait à 20 %. Le 1er janvier 2015, la réduction de la commission à 25 000 $ a été supprimée, et Microsoft prélève une commission de 30 % sur tous les achats d'applications, quel que soit le volume global des ventes. Depuis le 1er août 2021, Microsoft ne prélève plus qu'une commission de 12 % sur les ventes d'applications. Les transactions de tiers sont également autorisées, sur lesquelles Microsoft ne prélève pas de commission.

### Applications et jeux Windows
En 2015, plus de 669 000 applications étaient disponibles sur le magasin, y compris des applications pour Windows NT, Windows Phone et des applications UWP, qui fonctionnent sur les deux plateformes. Les catégories contenant le plus grand nombre d'applications sont « Jeux », « Divertissement », « Livres et références » et « Éducation ». La majorité des développeurs d'applications n'ont qu'une seule application. Tant les applications gratuites que payantes peuvent être distribuées par le biais du Microsoft Store, les applications payantes coûtant de 0,99 à 999,99 $. Les développeurs de 120 pays peuvent soumettre des applications au Microsoft Store. Les applications peuvent prendre en charge l'une des 109 langues, à condition qu'elles prennent en charge l'une des 12 langues de certification des applications,,.
De 2016 à 2019, la plupart des jeux Microsoft Studios portés sur PC ont été distribués exclusivement via Microsoft Store. Microsoft a abandonné cette stratégie en mai 2019, face aux critiques des limitations imposées par les jeux basés sur UWP, et à la volonté de vendre également des jeux sur des plateformes concurrentes comme Steam,,. La nouvelle application Xbox est ensuite devenue l'interface principale pour les jeux PC disponibles via Microsoft Store, et intègre également le service d'abonnement PC Game Pass,.

### Films et émissions de télévision
Les films et les émissions de télévision sont disponibles à l'achat ou à la location, en fonction de leur disponibilité.
Le contenu peut être lu sur l'application Microsoft Movies & TV (disponible pour Windows 10, Xbox One, Xbox 360 et Xbox X/S), ou sur l'application Xbox Video (disponible pour les PC et les tablettes Windows 8/RT, et Windows Phone 8). Aux États-Unis, un compte Microsoft peut être lié au service de casier numérique Movies Anywhere (inscription séparée nécessaire), ce qui permet de lire le contenu acheté sur d'autres plateformes (par exemple MacOS, Android, iOS).
Microsoft Movies & TV est actuellement disponible dans les 21 pays suivants : Australie, Autriche, Belgique, Brésil, Canada, Danemark, Finlande, France, Allemagne, Irlande, Italie, Japon, Mexique, Pays-Bas, Nouvelle-Zélande, Norvège, Espagne, Suède, Suisse, États-Unis et Royaume-Uni. L'achat d'émissions de télévision n'est actuellement pas pris en charge en Belgique.

### Anciennes fonctionnalités

#### Musique
Le 2 octobre 2017, Microsoft a annoncé que la vente de musique numérique sur le Microsoft Store cesserait le 31 décembre après l'arrêt de Groove Music Pass. Les utilisateurs ont pu transférer leur musique sur Spotify jusqu'au 31 janvier 2018.

#### Livres
Les livres achetés sur le Microsoft Store étaient auparavant accessibles sur Microsoft Edge basé sur EdgeHTML. La possibilité d'ouvrir des livres électroniques ePub a été supprimée lors du passage à Microsoft Edge basé sur Chromium.
Le 2 avril 2019, Microsoft a annoncé que la vente de livres électroniques sur le Microsoft Store avait cessé. En raison des licences DRM qui ne seraient pas renouvelées, tous les livres sont devenus inaccessibles en juillet 2019, et Microsoft a automatiquement remboursé tous les utilisateurs qui avaient acheté des livres via le service,.

## Nombre d'applications

Téléchargement depuis Microsoft Store

| Date                                                       | Nombre d'applications |
| ---------------------------------------------------------- | --------------------- |
| Octobre 2010                                               | 1 000                 |
| Décembre 2010                                              | 4 200                 |
| Janvier 2011                                               | 6 200                 |
| Avril 2011                                                 | 11 731                |
| Novembre 2011                                              | 40 000                |
| Février 2012                                               | 65 000                |
| Juin 2012                                                  | 100 000               |
| Octobre 2012                                               | 125 000               |
| Mai 2013                                                   | 145 000               |
| Juin 2013                                                  | 160 000               |
| Décembre 2013                                              | 200 000               |
| Juin 2014                                                  | 255 000               |
| Novembre 2014                                              | 340 000               |
| Janvier 2015                                               | 400 000               |
| Juillet 2015 (Fusion Windows Store et Windows Phone Store) | 585 000               |
| Septembre 2015                                             | 669 000               |
| Octobre 2015                                               | 700 000               |